# Primer ministro de Estonia
El primer ministro de Estonia (en estonio: Eesti Vabariigi Peaminister) es el jefe de gobierno de la República de Estonia. El primer ministro es elegido por el presidente y refrendado por el parlamento. Normalmente es elegido para este puesto el líder del mayor partido o coalición del parlamento. El actual primer ministro de Estonia es Kristen Michal, que ocupa el cargo desde el 23 de julio de 2024. 
La actividad del gobierno está dirigida por el primer ministro, que es el verdadero jefe político del Estado. De acuerdo con la constitución su labor principal es la supervisión de la labor del gobierno. La importancia del primer ministro y su papel en el gobierno y las relaciones con los otros ministerios dependen en gran medida en la posición que ocupa el partido que lidera el primer ministro con relación a los demás partidos de la coalición y la influencia que posee dentro de su propio partido. La mayor autonomía la logra el primer ministro si goza de una fuerte autoridad dentro de su partido y el gobierno se compone únicamente de representantes de este partido. De todas formas en las cuestiones cruciales la última palabra la tiene el Riigikogu representante del poder legislativo.

## Primer ministro

### Desde 1918 a 1920
Estonia fue gobernada mediante un primer ministro durante los dos primeros años de la independencia (1918-1920), tras de la caída del Imperio ruso.
Los dos primeros gobernantes fueron consejeros del país (Maapäeva or Maanõukogu valitsused), los cinco siguientes fueron designados por elección directa de la Asamblea Constituyente (Asutav Kogu).
| Nombre | Nombre | Nombre          | Inicio                  | Término                                     | Partido                   | Coalición     |
|        |        | Konstantin Päts | 24 de febrero de 1918   | 26 de noviembre de 1918                     | Unión del Pueblo Rural    | Sin coalición |
|        |        | Konstantin Päts | 26 de noviembre de 1918 | 8 de mayo de 1919                           | Unión del Pueblo Rural    | Sin coalición |
|        |        | Otto Strandman  | 8 de mayo de 1919       | 18 de noviembre de 1919                     | Partido Laborista Estonio | ESDTP+TE+RE   |
|        |        | Jaan Tõnisson   | 18 de noviembre de 1919 | 28 de julio de 1920                         | Partido Popular Estonio   | ESDTP+TE+RE   |
|        |        | Ado Birk        | 28 de julio de 1920     | 30 de julio de 1920                         | Partido Popular Estonio   | TE+RE+KRE     |
|        |        | Jaan Tõnisson   | 30 de julio de 1920     | 26 de octubre de 1920                       | Partido Popular Estonio   | RE            |
|        |        | Ants Piip       | 26 de octubre de 1920   | 21 de diciembre de 1920/25 de enero de 1921 | Partido Laborista Estonio | TE            |

1. ↑  Päts fue encarcelado hasta el 20 de noviembre de 1918. Desde el momento que fue nombrado Primer Ministro hasta que fue liberado, el puesto lo ocupó Jaan Poska.
2. ↑  Päts fue encarcelado hasta el 20 de noviembre de 1918. Desde el momento que fue nombrado Primer Ministro hasta que fue liberado, el puesto lo ocupó Jaan Poska.
3. ↑  Aunque designado, Birk nunca asumió el cargo.
4. ↑  Ministro en funciones desde el 19 de julio al 30 de julio de 1920.
5. ↑  Anciano de Estado, Riigivanem, desde diciembre

### Desde 1920 a 1934
En virtud de la constitución de 1920, se instauró un sistema parlamentario donde los cargos de jefe de Estado y primer ministro se encontraban unidos en el de Riigivanem, literalmente en español Anciano de Estado, que era elegido por el Riigikogu y dependía de él, por tanto se puede concluir que estaba más próximo a la figura de primer ministro aunque también poseía algunas funciones propias de un Presidente de República, competencias que repartía con el presidente del parlamento. 
El gobierno podía ser constituido o disuelto por una mayoría simple.
| # | # | Nombre | Nombre          | Inicio                  | Término                 | Partido                           | Coalición                       |
|   | 1 |        | Konstantin Päts | 25 de enero de 1921     | 21 de noviembre de 1922 | Unión de Granjeros                | TE+PK+RE+KRE                    |
|   |   |        | Juhan Kukk      | 21 de noviembre de 1922 | 2 de agosto de 1923     | Partido Popular Estonio           | TE+PK (+RE)                     |
|   | 2 |        | Konstantin Päts | 2 de agosto de 1923     | 26 de marzo de 1924     | Unión de Granjeros                | PK+TE+RE+KRE                    |
|   |   |        | Friedrich Akel  | 26 de marzo de 1924     | 16 de diciembre de 1924 | Partido Popular Cristiano         | TE+RE+KRE                       |
|   |   |        | Jüri Jaakson    | 16 de diciembre de 1924 | 15 de diciembre de 1925 | Partido Popular Estonio           | PK+ESDTP+TE+RE+KRE              |
|   |   |        | Jaan Teemant    | 15 de diciembre de 1925 | 23 de julio de 1926     | Unión de Granjeros                | PK+TE+KRE+AS+RVP                |
|   | 3 |        | Jaan Teemant    | 23 de julio de 1926     | 4 de marzo de 1927      | Unión de Granjeros                | PK+AS+RE+KRE+MAJA               |
|   |   |        | Jaan Teemant    | 4 de marzo de 1927      | 9 de diciembre de 1927  | Unión de Granjeros                | PK+AS+RE+KRE+MAJA               |
|   |   |        | Jaan Tõnisson   | 9 de diciembre de 1927  | 4 de diciembre de 1928  | Partido Popular Estonio           | PK+AS+TE+RE                     |
|   |   |        | August Rei      | 4 de diciembre de 1928  | 9 de julio de 1929      | Partido Socialista Obrero Estonio | ESTP+AS+TE+KRE                  |
|   | 4 |        | Otto Strandman  | 9 de julio de 1929      | 12 de febrero de 1931   | Partido Laborista Estonio         | PK+AS+TE+RE+KRE                 |
|   |   |        | Konstantin Päts | 12 de febrero de 1931   | 19 de febrero de 1932   | Unión de Granjeros                | ESTP+PK+RE+MAJA                 |
|   |   |        | Jaan Teemant    | 19 de febrero de 1932   | 19 de julio de 1932     | Unión de Granjeros                | PK+AS+TE+RE                     |
|   | 5 |        | Kaarel Eenpalu  | 19 de julio de 1932     | 1 de noviembre de 1932  | Partido Campesinos Unidos         | ÜPE+RKE                         |
|   |   |        | Konstantin Päts | 1 de noviembre de 1932  | 18 de mayo de 1933      | Partido Campesinos Unidos         | Sin coalición                   |
|   |   |        | Jaan Tõnisson   | 18 de mayo de 1933      | 21 de octubre de 1933   | Partido Nacional de Centro        | RKE+AS (+ PK oposición interna) |
|   |   |        | Konstantin Päts | 21 de octubre de 1933   | 24 de enero de 1934     | Ühinenud Põllumeeste Erakond      | Sin coalición                   |

#### Leyenda
PK – Unión de los Granjeros (Põllumeeste Kogud)

 TE – Partido Laborista Estonio (Eesti Tööerakond)

RE – Partido Popular Estonio (Eesti Rahvaerakond)

ESDTP – Partido Socialdemócrata Obrero EstonioEstonian/Eesti Sotsiaaldemokraatiline Partei; desde 1925 ESTP – Partido Socialista Obrero Estonio (eesti Sotsialistlik Tööliste Partei) 

AS – Partido de los Campesinos (Asunikud ...)
KRE Partido Popular Cristiano (Kristlik Rahvaerakond)

RVP – Partido Nacional Liberal (Rahvuslik Vabameelne Partei)
MAJA - Unión de las Sociedades de Propietarios de Tierras (Üleriiklik Majaomanike Seltside Liit)
ÜPE – Partido de los Campesinos Unidos (Ühinenud Põllumeeste erakond), unión de PK+AS 
 RKE – Partido Nacional de Centro (Rahvuslik Keskerakond), unión de RE+TE+KRE+MAJA

### Desde 1934 a 1937
Con la constitución de 1933, aprobada en plebiscito, se instauró un régimen presidencialista aunque el golpe de Estado llevado a cabo por el presidente Konstantin Päts que se había autodesignado además primer ministro impidió al año siguiente la celebración de las programadas elecciones democráticas, adoptando el título de Riigihoidja, protector del estado, en 1937. En 1938 cuando las elecciones habían sido aseguradas mediante una nueva constitución, fue elegido presidente, dejando libre el cargo de primer ministro.
| Nombre | Nombre | Nombre          | Inicio              | Término                 | Partido     |
|        |        | Konstantin Päts | 24 de enero de 1934 | 3 de septiembre de 1937 | Sin partido |

### Desde 1938 a 1944
Tras la ocupación soviética en junio de 1940, el presidente Päts se vio obligado a nombrar primer ministro a Johannes Vares del partido comunista. Entre el 14 y 15 de julio se celebraron elecciones parlamentarias monopartidistas donde todos los partidos no comunistas fueron prohibidos. El partido comunista con la mayoría absoluta en el parlamento pidió la anexión a la Unión Soviética, llevada a cabo al mes siguiente, con lo cual la figura de primer ministro dejó de existir. En 1941 Estonia fue ocupada por Alemania y liberada en 1944, aprovechando el vacío de poder que siguió a la retirada alemana, el presidente Jüri Uluots volvió del exilio nombrando primer ministro a Otto Tief, que formó un efímero gobierno hasta la nueva invasión soviética. 
Además el Comité Electoral de la República de Estonia reunido el 20 de abril de 1944, declaró ilegal el nombramiento de Johannes Vares de 1940 y reconocía a Jüri Uluots como primer ministro en funciones de presidente desde el 21 de junio de 1940 hasta ese momento.
| # | # | Nombre | Nombre         | Inicio                                                        | Término                  | Partido                      |
|   | 6 |        | Kaarel Eenpalu | 9 de mayo de 1938 (en funciones desde el 21 de abril de 1938) | 12 de octubre de 1939    | Sin partido                  |
|   | 7 |        | Jüri Uluots    | 12 de octubre de 1939                                         | 21 de junio de 1940      | Sin partido                  |
|   | 8 |        | Johannes Vares | 21 de junio de 1940                                           | 25 de agosto de 1940     | Partido Comunista de Estonia |
|   |   |        | Otto Tief      | 18 de septiembre de 1944                                      | 22 de septiembre de 1944 | Sin partido                  |

1. ↑  Primer Ministro en funciones desde el 21 de abril de 1938 hasta el 9 de mayo de 1938.

### Desde 1944 a 1992, primer ministro en el exilio
Tras la ocupación soviética el primer ministro Otto Tief fue capturado y encarcelado el 10 de octubre de 1944, aunque conservó el cargo hasta 1953. Desde entonces el gobierno en el exilio, primero en Suecia y más tarde en Noruega, fue el encargado de mantener la continuidad de la República de Estonia hasta su nueva independencia en 1991.
Título: Peaministri asetäitja
|   | Nombre           | Inicio                   | Término                  |
| * | Otto Tief        | 18 de septiembre de 1944 | 12 de enero de 1953      |
| * | Johannes Sikkar  | 12 de enero de 1953      | 22 de agosto de 1960     |
| * | Tõnis Kint       | 22 de agosto de 1960     | 1 de enero de 1962       |
| * | Aleksander Warma | 1 de enero de 1962       | 29 de marzo de 1963      |
| * | Tõnis Kint       | 2 de abril de 1963       | 23 de diciembre de 1970  |
| * | Heinrich Mark    | 8 de mayo de 1970        | 1 de marzo de 1990       |
| * | Enno Penno       | 1 de marzo de 1990       | 15 de septiembre de 1992 |

### Desde 1990 hasta la actualidad
| N.º | Foto                   | Nombre                     | Duración del mandato    | Duración del mandato      | Duración del mandato | Partido político                                | Gabinete                             | Riigikogu          |
| N.º | Foto                   | Nombre                     | Inicio                  | Fin                       | Días                 | Partido político                                | Gabinete                             | Riigikogu          |
| --- | ---------------------- | -------------------------- | ----------------------- | ------------------------- | -------------------- | ----------------------------------------------- | ------------------------------------ | ------------------ |
| -   |                        | Edgar Savisaar (1950-2022) | 3 de abril de 1990      | 12 de octubre de 1991     | 666                  | Frente Popular de Estonia (RR)                  | Gobierno Interino RR                 | 1990               |
| -   | 12 de octubre de 1991  | Edgar Savisaar (1950-2022) | 29 de enero de 1992     | Partido del Centro (EK)   | 666                  | Gobierno Interino EK                            |                                      | 1990               |
| -   |                        | Tiit Vähi (1947-)          | 29 de enero de 1992     | 21 de octubre de 1992     | 266                  | Independiente                                   | Gobierno Interino EK                 | 1990               |
| 9   |                        | Mart Laar (1960-)          | 21 de octubre de 1992   | 8 de noviembre de 1994    | 748                  | Partido de Coalición Nacional Pro Patria (RKEI) | Laar I RKEI-SDE-ERSP                 | 1992               |
| 10  |                        | Andres Tarand (1940-)      | 8 de noviembre de 1994  | 17 de abril de 1995       | 160                  | Partido Socialdemócrata (SDE)                   | Tarand ESDP-EMKE–RKEI–ERSP–ELDP–VKRE | 1992               |
| 11  |                        | Tiit Vähi (1947-)          | 17 de abril de 1995     | 6 de noviembre de 1995    | 700                  | Partido de la Coalición Estonia (EK)            | Vähi I EK-ER-K                       | 1995               |
| 11  | 6 de noviembre de 1995 | Tiit Vähi (1947-)          | 17 de marzo de 1997     | Vähi II EK-ER-RE          | 700                  | Partido de la Coalición Estonia (EK)            |                                      | 1995               |
| 12  |                        | Mart Siimann (1946-)       | 17 de marzo de 1997     | 25 de marzo de 1999       | 738                  | Partido de la Coalición Estonia (EK)            | Siimann EK-ER-AP                     | 1995               |
| 9   |                        | Mart Laar (1960-)          | 25 de marzo de 1999     | 28 de enero de 2002       | 1040                 | Unión Pro Patria (IRL)                          | Laar II IRL-RE-SDE                   | 1999               |
| 13  |                        | Siim Kallas (1948-)        | 28 de enero de 2002     | 10 de abril de 2003       | 437                  | Partido Reformista Estonio (RE)                 | S. Kallas K-RE                       | 1999               |
| 14  |                        | Juhan Parts (1966-)        | 10 de abril de 2003     | 12 de abril de 2005       | 733                  | Partido Res Publica (RP)                        | Parts RP-RE-ERL                      | 2003               |
| 15  |                        | Andrus Ansip (1956-)       | 12 de abril de 2005     | 5 de abril de 2007        | 3635                 | Partido Reformista Estonio (RE)                 | Ansip I K-RE-ERL                     | 2003               |
| 15  | 5 de abril de 2007     | Andrus Ansip (1956-)       | 21 de mayo de 2009      | Ansip II RE-IRL-SDE       | 3635                 | Partido Reformista Estonio (RE)                 | 2007                                 |                    |
| 15  | 21 de mayo de 2009     | Andrus Ansip (1956-)       | 26 de marzo de 2014     | Ansip III RE-IRL          | 3635                 | Partido Reformista Estonio (RE)                 | 2011                                 |                    |
| 16  |                        | Taavi Rõivas (1979-)       | 26 de marzo de 2014     | 9 de abril de 2015        | 973                  | Partido Reformista Estonio (RE)                 | 2011                                 | Rõivas I RE-SDE    |
| 16  | 9 de abril de 2015     | Taavi Rõivas (1979-)       | 23 de noviembre de 2016 | Rõivas II RE-IRL-SDE      | 973                  | Partido Reformista Estonio (RE)                 | 2015                                 |                    |
| 17  |                        | Jüri Ratas (1978-)         | 23 de noviembre de 2016 | 29 de abril de 2019       | 1525                 | Partido del Centro (K)                          | 2015                                 | Ratas I K-SDE-IRL  |
| 17  | 29 de abril de 2019    | Jüri Ratas (1978-)         | 26 de enero de 2021     | Ratas II K-EKRE-IRL       | 1525                 | Partido del Centro (K)                          | 2019                                 |                    |
| 18  |                        | Kaja Kallas (1977-)        | 26 de enero de 2021     | 18 de julio de 2022       | 1273                 | Partido Reformista Estonio (RE)                 | 2019                                 | K. Kallas I RE-K   |
| 18  | 18 de julio de 2022    | Kaja Kallas (1977-)        | 17 de abril de 2023     | K. Kallas II RE-IRL-SDE   | 1273                 | Partido Reformista Estonio (RE)                 | 2019                                 |                    |
| 18  | 17 de abril de 2023    | Kaja Kallas (1977-)        | 23 de julio de 2024     | K. Kallas III RE-E200-SDE | 1273                 | Partido Reformista Estonio (RE)                 | 2023                                 |                    |
| 19  |                        | Kristen Michal (1975-)     | 23 de julio de 2024     |                           | 237                  | Partido Reformista Estonio (RE)                 | 2023                                 | Michal RE-E200-SDE |